# 帕灵
帕灵是德国巴伐利亚州特劳恩施泰因县的一个市镇。总面积53.85平方公里，总人口3358人，其中男性1681人，女性1677人（2011年12月31日），人口密度62人/平方公里。